# 音樂傳奇卜馬利：人生愛與夢
《音樂傳奇卜馬利：人生愛與夢》（英語：Bob Marley: One Love）是一部2024年美国传记音乐劇情片，由雷拿度·馬吉斯·格連执导，格連、泰倫斯·溫特、法蘭克·佛羅奧斯、扎克·貝林编剧，改编自温特和佛羅奧斯的故事。该剧取材于雷鬼音樂歌手兼作曲家巴布·馬利的一生，从他的成名到1981年去世。電影由金斯利·本-阿迪尔饰演马利，拉沙娜·林奇饰演Rita Marley，詹姆士·諾顿饰演Chris Blackwell。
该片由派拉蒙影业定檔2024年2月14日在美國院线上映。這部電影獲得媒體和影評界褒貶不一的評價，金斯利·本-阿迪爾和拉沙娜·林奇的演出和音樂獲得好評，但被評論家批評導演敘事和編劇平淡無奇。

## 外部連結
- 官方网站
- 互联网电影数据库（IMDb）上《音樂傳奇卜馬利：人生愛與夢》的资料（英文）